# 山崎育三郎
山崎 育三郎（やまざき いくさぶろう、1986年〈昭和61年〉1月18日 - ）は、日本のミュージカル俳優、俳優、歌手、司会者。東京都出身。研音所属。
StarS・IMYのメンバー。愛称は「いっくん」。「ミュージカル界のプリンス」と呼ばれている。妻は元モーニング娘。の初期メンバーで、歌手・タレントの安倍なつみ。義妹は元タレントの安倍麻美。

## 来歴

### 生い立ち
会社員の父と歌好きな母との間に三男として生まれる。4歳上の長兄、2歳上の次兄、本人、2歳下の弟の4人兄弟。
幼稚園のときにアニーをみて感動。CDを買い与えてもらい、耳コピーして歌っていた。それを聞いた母が、甘えん坊で引っ込み思案だった彼の「自信に繋がれば」と歌のレッスンを勧めた。1997年、全国童謡コンクールにて審査員特別賞を受賞。小学校6年生のとき学芸会で主役に選ばれ、全校生徒の前で人生初のミュージカル（『人間になりたがった猫』）に出演する。歌の先生から小椋佳企画のアルゴミュージカル『フラワー』のオーディションを勧められ、初挑戦。3000人の中から主役に抜擢され、1998年『アルゴミュージカル』に主演。本番初日のカーテンコールの拍手に感動。野球選手になる夢もあったが、「野球でなく、この世界で僕はいきていきたい」とミュージカル俳優になることを決心。以後、中学3年生で変声期を迎えるまで舞台・テレビなどに出演。変声期を迎え、オーディションに受からない日々に絶望的な気持ちを味わう。ミュージカル俳優を志すのであれば、クラシックや声楽などの基礎を一から勉強することと、師事していた歌の先生や母からの助言を受け、音楽系の高校に進学することを決心、中学3年生の夏休みから本格的に受験勉強を開始した。それまで楽器演奏のレッスンを受けたことがなかったが、受験科目にピアノ演奏があったため猛特訓した。
2001年4月、東邦音楽大学附属東邦高等学校声楽科に入学。留学経験のある兄二人の影響を受け、2002年7月、アメリカ合衆国ミズーリ州にあるノースカンティー・ハイスクールへ語学留学。当時、同校にアジア人は山崎だけであり、英語がまったく話せなかったことから、いじめの標的にされたことがあったという。トイレに隠れるなど孤独でつらい3ヵ月間を過ごしたが、意を決して参加したダンスパーティーで中央に飛び出て無我夢中でダンスを踊ったところ、周りの目が一気に変わり、翌日から人気者になったという。この経験から「自分が行動しなければ何も変わらない」「怖いところにしか成長はない」と語っている。2003年5月、全米高校生クラシック声楽コンクールのミズーリ州大会にて上位入賞、同年6月に帰国し同年9月より高校2年生2学期開始。帰国後は、家族がそれぞれ別の場所で活動していたため、要介護の祖父母と3人暮らし。学校と介護の両立を続けた。2004年2月、Music Power Station東京大会出場。2004年3月、ソニーミュージックSDオーディションで約2万人の中から最終10名に選出される。2005年3月、東邦音楽大学附属東邦高等学校声楽科を卒業。東京音楽大学声楽演奏家コースに進学。

### 俳優活動
大学在学中にミュージカル『レ・ミゼラブル』の日本初演20周年記念公演のオーディションにてマリウス役に抜擢され、2006年9月に大学を2年で中途退学し、翌2007年の同公演で正式デビュー。2008年、初主演映画『夏休みのような1ヵ月』が公開。2009年12月、舞台『パッチギ!』で初のストレートプレイ出演。
2011年4月、『モーツァルト!』での演技により第36回菊田一夫演劇賞・演劇賞を受賞、アトリエ・ダンカンから研音へ移籍。21歳で『レ・ミゼラブル』のマリウス役、24歳で『モーツァルト!』のヴォルフガング・モーツァルト役、26歳で『ミス・サイゴン』のクリス役、29歳で『エリザベート』のルイジ・ルキーニ役と目標としてきた4作品への出演を20代のうちに実現し、ミュージカルファンから「プリンス」の愛称で親しまれた。その後「ミュージカルというジャンルをもっと知ってほしい。役者としての幅を広げたい」と次のステージとして『半沢直樹』に出演していたミュージカル界の先輩・石丸幹二の紹介でテレビドラマにも進出。
2015年、TBS系『下町ロケット』に出演。2017年、テレビ朝日系『あいの結婚相談所』で連続ドラマ初主演を務める。2020年春、同年度前期放送の『エール』でNHK連続テレビ小説に初出演、主人公の幼馴染で歌手となる佐藤久志役を演じる。作中の100話で「栄冠は君に輝く」を歌った縁から、全国高等学校野球選手権大会の開会式（8月10日）において同曲を歌唱する予定であった。しかし、前年より猛威を振るっている新型コロナウイルスによる感染拡大の状況を受け、大会自体が中止となり果たせなかった。翌2021年8月10日、2年ぶりに開催された大会初日に登場し歌い上げた（下記、歌手活動項参照）。2021年、『青天を衝け』にて伊藤博文役で大河ドラマ初出演。また同年にフジテレビ系『イチケイのカラス』で井出伊織役を演じる。2022年、TBS系『DCU 』で公安の清水健治役を演じる。2023年、テレビ朝日系『リエゾン -こどものこころ診療所-』、テレビ東京系『ハイエナ』で6年ぶりの連続ドラマ主演を務める。

### 歌手活動
2007年11月14日、ボーカルグループESCOLTAのメンバーとしてアルバム『愛の流星群』でメジャーデビュー、2008年12月末までESCOLTAに所属。2009年、TBSテレビ『さんまのSUPERからくりTV』内の企画バンド「サザエオールスターズ」にボーカリストとして加入。
2010年6月23日、UNIVERSAL Jよりアルバム『愛の五線譜』でソロデビュー。同年6月30日、C.C.Lemonホール（現：渋谷公会堂）でソロデビュー・コンサートを開催。同年7月31日、『夏休みフィギュアスケート名曲コンサート〜スケート・ファンタジー IN SUMMER2010〜』で初司会。2013年5月8日、井上芳雄、浦井健治とのユニットのStarSとしてミニアルバム『StarS』でデビュー。2016年、カバーアルバム『1936 〜your songs〜』で、第58回日本レコード大賞・企画賞を受賞。
2019年1月23日、尾上松也、城田優とユニット『IMY（あいまい）』を結成。ユニット名は3人の名前のアルファベットの頭文字を組み合わせたものである。同年4月20日にBunkamuraオーチャードホールで旗揚げ公演が開催された。また、3月20日イチローの引退試合となったMLB日本開幕戦（東京ドーム）にて、日米両国歌を歌唱。イチローの大ファンである本人にとっても忘れられない一日となった。2020年11月7日、ゲストとして、明日海りお、千鳥、森山直太朗、山口太幹が出演し、「山崎育三郎 THIS IS IKU 日本武道館」を開催。山崎の夢であった日本武道館での公演を果たした。同年『第71回NHK紅白歌合戦』のNHK連続テレビ小説『エール』のスペシャル企画での紅白出演に歓喜した。
2021年8月10日、第103回全国高等学校野球選手権大会において大会歌『栄冠は君に輝く』をア・カペラで独唱した。2024年4月9日、100周年を迎える阪神甲子園球場での2024年公式戦のオープニングゲーム、阪神タイガース対広島東洋カープ戦で、国歌独唱した後、5分で早着替えし、始球式を務めた。のちに、プロ野球全12球団で君が代独唱と始球式の“二刀流”が目標と語った。2025年6月1日、東京競馬場で行われた第92回東京優駿（日本ダービー）を前に、ウイナーズサークルで国歌独唱した。

### 司会・MC活動
2018年、『世界の村のどエライさん』にて千鳥と高見侑里と共にMCを務めバラエティー番組初MC。
2021年、長寿番組おしゃれシリーズの『おしゃれイズム』の後継番組、『おしゃれクリップ』にて井桁弘恵と共にMCを引き継ぐ。オファーを受けた時は震えたという。

### 私生活
2015年12月29日、2011年7月の舞台『嵐が丘』で夫婦役で共演した元モーニング娘。の安倍なつみと4年間の交際期間を経て結婚。2016年7月26日に長男誕生。2018年10月31日、第2子男児の誕生を発表。2022年12月27日、第3子男児の誕生を発表。

## 人物
- 歌を始める前は野球に傾倒した。小学校1年生のときに、地元の少年野球チーム「高輪クラブ」へ入団。4年生のとき、低学年チームのキャプテンを務めた。6年生のときには副キャプテンとして全国ベスト8を果たした。現在は自身の創設した野球チームでプレーしている。背番号は「19」。
- 東京ヤクルトスワローズ及び、古田敦也の大ファン。眼鏡姿の古田に憧れを抱き、小学校での視力検査の際に故意に誤った回答をすることで眼鏡を購入してもらったが、着けているうちに視力が悪化してしまったという[30]。自身のラジオ番組「山崎育三郎のI AM 1936」における初回ゲストコメント（事前収録）を古田が担当した。古田以外にヤクルトで好きな選手としてトーマス・オマリーや池山隆寛、飯田哲也を挙げている。
- レ・ミゼラブルおたく。一人レミゼができるほど歌いこんでいた。大学時代、レ・ミゼラブルのマリウス役を何としても演じるべく声楽科の友人を誘い、学生のみの『レ・ミゼラブル』を上演。また19歳の同時期には、東宝の「レ・ミゼラブル」オーディションに挑戦し、当時世界最年少でマリウス役に抜擢された。
- 音楽大付属の高校に通っていたためクラスの男子は自身を含め2人のみだった。本人曰く｢スーパーモテて｣おり、平素から下駄箱に何かしら入っていたという。
- 高校生のとき帝国劇場で観劇した『モーツァルト!』の舞台に感銘を受け、いつか演じたいと切望していた。23歳のとき、主演のモーツァルト役に抜擢される。帝国劇場の主役という重圧に耐えながら迎えた初日、舞台上で肋骨にひびが入るけがをしてしまう。本番後に鎮痛剤をうちながら、周囲に隠して千秋楽まで務め上げた。
- 野球以外の趣味にゴルフがある。ミズーリ州への留学時、友人と共にゴルフに行ったことがきっかけ。市村正親や河村隆一とプレーすることもある。ベストスコア88。
- 肉料理を好む。自ら調理することも好きだと語っている。十八番はトリュフオイルを使用したカキときのこのパスタなど。実家のピザ窯でピザを焼くこともある。
- フィギュアスケーターの髙橋大輔と親交を持つ。「いつか自分が歌うなかで大ちゃん（髙橋大輔）に滑ってもらいたい」と語っている。ニンゲン観察バラエティ モニタリングにおける企画にて、山崎の15年来の夢だったコラボが実現した[31]。
- 中学生時代、『六番目の小夜子』での共演で親しくなった俳優の山田孝之が山崎の実家へ頻繁に来泊したという。
- 重岡大毅（ジャニーズWEST）に顔が似ていると双方のファンから言われている。山崎育三郎は「弟」、重岡大毅は「育にぃ」と呼び合う仲[注釈 3]。『2019 FNS歌謡祭』にて「お祭りマンボ」を披露した際、お互いの衣装を取り替え、ジャニーズWESTとコラボレーションしている[32]。
- 2020年11月に行われた「歌が上手いと思う俳優ランキング」（300人が投票）では、松下洸平に次ぐ2位を獲得した[33]。

## 出演

### 舞台
- アルゴミュージカル「フラワー」 - ペルモ 役（1998年）
- トラップ一家物語 - ヴェルナー 役（1998年）
- アルゴミュージカル「フラワー・メズーラの秘密」 - ペルモ 役（1999年）
- ココスマイル - キンタ 役（1999年）
- レ・ミゼラブル - マリウス 役（2007年／2009年／2011年／2013年）
- ハレルヤ! - 広志 役（2007年）
- サ・ビ・タ〜雨が運んだ愛〜 - ドンヒョン 役（2008年）
- ラ・カージュ・オ・フォール〜籠の中の道化たち〜 - ジャン・ミシェル 役（2008年 - 2009年）
- パッチギ!（総合演出：井筒和幸、2009年12月4日 - 23日、新国立劇場 中劇場） - 吉田 役[34]
- サ・ビ・タ〜雨が運んだ愛〜 - ドンヒョン 役（2010年）
- イカれた主婦 ANGRY HOUSEWIVES - ティム 役（2010年）
- ラストゲーム〜最後の早慶戦〜 - ハンドルネーム・ワセダ / 相本信一郎 役 ※特別出演（2010年）
- モーツァルト!
  - ヴォルフガング・モーツァルト 役
    - 井上芳雄とWキャスト主演（2010年／2014年）
    - 古川雄大とWキャスト主演（2018年／2021年）
- 嵐が丘（演出：西川信廣、2011年7月11日 - 24日、赤坂ACTシアター / 2011年7月27日 - 31日、シアター・ドラマシティ） - エドガー 役[35]
- ロミオ&ジュリエット - ロミオ 役（城田優とWキャスト主演）（2011年）
- ダンス・オブ・ヴァンパイア - アルフレート 役（浦井健治とWキャスト）（2011年 - 2012年）
- コーヒープリンス1号店 - ハンギョル 役（2012年）
- ミス・サイゴン - クリス 役（原田優一とWキャスト）（2012年 - 2013年）
- 観る朗読劇「100歳の少年と12通の手紙」 - オスカー 役（2012年）
- 星めぐりのうた 彗役（2012年）
- 交響劇「船に乗れ!」 - サトル 役（福井晶一とWキャスト主演）（2013年）
- レディ・ベス - ロビン・ブレイク 役（加藤和樹とWキャスト）（2014年／2017年）
- エリザベート
  - ルイジ・ルキーニ 役
    - 尾上松也とWキャスト（2015年）
    - 成河とWキャスト（2016年／2019年）

  - トート 役- 井上芳雄 、古川雄大とトリプルキャスト（2022年 - 2023年／2025年 - 2026年〈予定〉）[36]
- プリシラ -ティック（ミッチ） 役（2016年／2019年）
- ファインディング・ネバーランド - J.M.バリ役[37]（2023年）
- トッツィー - マイケル・ドーシー  役[38]（2024年）
- 昭和元禄落語心中 - 有楽亭助六（初太郎） 役[39]（2025年）

### テレビドラマ
- 六番目の小夜子（2000年4月8日 - 6月24日、NHK教育） - 加藤彰彦 役
- 恋愛ドラマをもう一度 劇中劇「キスで乾杯」（2013年11月23日・12月7日、LaLa TV）
- THE LAST COP/ラストコップ episode 1（2015年6月19日、日本テレビ） - 安藤光輝 役[40]
- 下町ロケット（2015年10月18日 - 12月20日、TBS） - 真野賢作 役
- お義父さんと呼ばせて（2016年1月19日 - 3月15日、関西テレビ・フジテレビ） - 砂清水誠 役[41]
- 悪党たちは千里を走る（2016年1月20日 - 3月23日、TBS） - 園部優斗 役[42][43]
- グッドパートナー 無敵の弁護士（2016年4月21日 - 6月16日、テレビ朝日） - 赤星元 役[44]
- 突然ですが、明日結婚します（2017年1月23日 - 3月20日、フジテレビ） - 神谷暁人 役
- あなたのことはそれほど（2017年4月18日 - 6月20日、TBS） - 小田原真吾 役
- 宮沢賢治の食卓（2017年6月17日 - 7月15日、WOWOW） - 藤原嘉藤治 役[45]
- あいの結婚相談所（2017年7月28日 - 9月1日、テレビ朝日） - 主演・藍野真伍 役 ※初主演
- オーファン・ブラック〜七つの遺伝子〜（2017年12月2日 - 2018年1月27日、東海テレビ・フジテレビ） - 岩城槇雄 役
- FINAL CUT 最終話（2018年3月13日、関西テレビ・フジテレビ） ‐ 小河原祥太 役
- 大河ドラマ（NHK総合）
  - 西郷どん 西郷どん紀行「西郷どん紀行〜道しるべ〜」歌唱・作詞（第26回 - 第38回）（2018年7月15日 - 10月14日）
  - 青天を衝け（2021年） - 伊藤博文 役[46]
- 昭和元禄落語心中（2018年10月12日 - 12月14日、NHK総合 ドラマ10）- 有楽亭助六（初太郎）役[47][48]
- 白い巨塔（2019年5月22日 - 26日、テレビ朝日） - 国平幸一郎 役
- あなたの番です（2019年6月30日、日本テレビ） - 山崎育三郎 役（写真のみの出演）
- おっさんずラブ-in the sky-（2019年12月7日 - 21日、テレビ朝日） - 獅子丸怜二 役[49]
- 連続テレビ小説 エール（2020年5月5日 - 11月27日、NHK総合） - 佐藤久志 役[13][14]
- 私たちはどうかしている（2020年8月12日 - 9月30日、日本テレビ） - 多喜川薫 役[50]
- 監察医 朝顔 第2シリーズ 最終話（2021年3月22日、フジテレビ） - 井出伊織 役[51]
- 殴り愛、炎（2021年4月2日・9日、テレビ朝日） - 主演・明田光男 役[52]
- イチケイのカラス（2021年4月5日 - 6月14日、フジテレビ） - 井出伊織 役[53]
  - イチケイのカラス〜井出伊織、愛の記録〜（2023年1月10日 - 14日、フジテレビ）[54]
  - イチケイのカラス スペシャル（2023年1月14日、フジテレビ）[54]
- ほんとにあった怖い話 2021特別編「事故物件A」（2021年10月23日、フジテレビ） - 主演・野々村陽介 役[55]
- DCU〜手錠を持ったダイバー〜（2022年1月16日 - 3月20日、TBS） - 清水健治 役[56]
- 特集ドラマ「アイドル」（2022年8月11日、NHK総合 / 8月29日、BSプレミアム・BS4K） - 山口正太郎 役[57]
- リエゾン -こどものこころ診療所-（2023年1月20日 - 3月10日、テレビ朝日） - 主演・佐山卓 役[58]
- ハイエナ（2023年10月20日 - 12月8日、テレビ東京） - 主演・一条怜 役（篠原涼子とW主演）[59]
- ザ・トラベルナース（2024年10月17日 - 12月19日、テレビ朝日） - 薬師丸卓 役[60]

### 司会・MC
- 世界の村のどエライさん（2018年1月15日 - 9月10日、関西テレビ） - 千鳥と高見侑里と共にMC[61]
- BSテレ東歌謡FESTIVAL（2020年12月16日、BSテレ東） - MC[62]
- おしゃれクリップ（2021年10月10日 - 、日本テレビ系） - MC[63]
- 今夜は大熱唱!昭和の名曲 歌うランキングSHOW（2024年5月15日、テレビ朝日） - MC[64]

### 情報番組
- めざましテレビ（2019年10月、フジテレビ） - 2019年10月度マンスリーエンタメプレゼンター

### 映画
- 夏休みのような1ヶ月（2008年）
- レオン（2018年）　- 日下 役
- カイジ ファイナルゲーム（2020年1月10日公開、東宝、監督：佐藤東弥） -  西野佳志 役
- ミュジコフィリア（2021年11月19日公開）-  貴志野大成役
- 劇場版 ラジエーションハウス（2022年4月29日公開）-  高橋圭介 役[65]
- 映画 イチケイのカラス（2023年1月13日公開） - 井出伊織 役[66]
- おまえの罪を自白しろ（2023年10月20日公開） - 平尾宣樹 役[67]

### テレビアニメ
- おじゃる丸（1999年1月21日 - 2001年、2023年10月2日（第1 - 第4シリーズ・第26シリーズ）、NHK教育） - 星野（第1 - 4シリーズ） 、星野セブンティーン（第26シリーズ） 役
- 風まかせ月影蘭 第11話（2000年4月5日、WOWOW） - 新之助 役

### 劇場アニメ
- 名探偵コナン 紺青の拳（2019年） - レオン・ロー 役[68]

### 吹き替え
- 美女と野獣（2017年） - 野獣〈ダン・スティーヴンス〉 役[69]
- キャッツ（2020年） - マンカストラップ〈ロバート・フェアチャイルド〉 役[70]

### ゲーム
- 二ノ国II レヴァナントキングダム（2018年、レベルファイブ） - セシリウス 役

### ラジオ
- ESCOLTA de escort（2007年10月 - 2008年10月、TOKYO FM)
- 山崎育三郎のI AM 1936（2017年5月6日 - 、ニッポン放送）
- KEN RADIO（2019年12月28日、ニッポン放送）[71]

### バラエティ
- さんまのSUPERからくりTV（2009年、TBS） - サザエオールスターズとして出演
- 福田雄一×StarS（井上芳雄・浦井健治・山崎育三郎）「トライベッカ」（2016年4月23日 - 9月24日、WOWOWプライム） - ガウディ北村 役[72][73]
- 趣味どきっ!あなたもカラオケマスター 〜心をふるわせる8つのボーカルレッスン〜（2017年12月5日 - 、NHK Eテレ）
- 世界の村のどエライさん（2018年1月15日 - 9月10日、関西テレビ） - 千鳥と高見侑里と共にMC[74]
- billboard classics 山崎育三郎 Premium Symphonic Concert Tour 2021 -SFIDA- スペシャルインタビュー付き特別版（2021年11月13日、TBSチャンネル 1） ※2021年9月3日に開催された東京芸術劇場公演の模様とスペシャルインタビュー[75]
- 突然ですが占ってもいいですか?2時間SP（2021年11月17日、フジテレビ）
- 高校野球スペシャル 甲子園がつないだもの（2021年12月29日、朝日放送テレビ）- ナレーション
- 秋山ロケの地図（2023年10月31日、11月7日、テレビ東京）[76][77]
- モニタリング（2024年5月2日、TBS）
- 太田上田（2025年1月14日・同年1月21日、中京テレビ）

### CM・広告
- ハウス食品 北海道シチュー・チーズ「チーズシチュー新発売」篇（2013年9月 - ） ※田中麗奈と共演
- 転職サイトtype（2017年1月 - 2018年12月）[78]
- ロッテアイス レディーボーデン「Wプリンスキャンペーン」（2017年2月 - ）※井上芳雄と共演
- 資生堂 アクアレーベル「まるでエステ なふたり時間」（2018年2月　- ）
- イオン 2019 お正月 福結びスクラッチ（2018年12月25日 - ）[79]
- ガスト 麺屋ガスト「メン喰らってください」篇（2019年2月14日 - ） - 父親 役 ※白石聖、森絵梨佳と共演[80]
- Sky株式会社 SKYDIV Desktop Client「仮想空間探偵」篇（2020年7月1日 - ）[81]
- P&G 玄関用ファブリーズ W消臭 玄関用消臭剤（2021年3月 - ） - Windy 博士 役 ※小西真奈美と共演[82]
- 森永乳業 MOW「世界が認めた、三ツ星のコク。」篇（2021年5月31日 - ） [83]
- 朝日新聞社 第103回全国高校野球選手権大会（2021年7月 - 8月）[84]
- アリナミン製薬 アリナミンナイトリカバー「新しい朝」篇（2021年10月 - ）[85]
- 本間ゴルフ
  - BERES ブランドアンバサダー[86]
  - 「BERES AIZU すべてを真芯にする、相棒。」篇（2021年12月 - ）[87]
- ヤマキ 割烹白だし「感動のヒミツ・白だしだし巻き卵」「感動のヒミツ・白だしから揚げ」（2022年4月16日 - ）[88]
- 第一生命保険
  - 生涯設計プランシリーズ[89]
    - 「双子の兄」」篇（2022年7月1日 - ）[90]
    - 「長男」篇（2023年5月 - ）[90]

  - ジャスト「心身サポート」篇（2025年3月19日 - ）[91]
- アールプランナー「先輩」篇、「いいね」篇（2022年8月27日 - ）[92]
- アサヒビール アサヒ食彩「あけるだけ」篇、「最高級の泡と香り」篇（2024年9月24日 - ）[93]

### コンサート
StarSのコンサートは「StarS」を参照
IMYのコンサートは「IMY」を参照
ESCOLTAメンバー時代のコンサートは「ESCOLTA」コンサート（2007年 - 2008年）を参照
| コンサートタイトル                                                       | 開催日               | 会場                                                                             | ゲスト                                                                           |
| ------------------------------------------------------------------------ | -------------------- | -------------------------------------------------------------------------------- | -------------------------------------------------------------------------------- |
| CD発売記念 ソロデビュー・コンサート 『愛の五線譜』                       | 2010年6月30日        | 東京・C.C.Lemonホール（現：渋谷公会堂）                                          | 石井一孝／新納慎也／坂元健児                                                     |
| コンサート 〜1936 your songs〜                                           | 2017年1月15日        | 東京・豊洲PIT                                                                    |                                                                                  |
| LIVE TOUR 2018                                                           | 2018年 1月14日／15日 | 東京・豊洲PIT                                                                    |                                                                                  |
| LIVE TOUR 2018                                                           | 2018年 1月18日       | 愛知・Zepp Nagoya                                                                |                                                                                  |
| LIVE TOUR 2018                                                           | 2018年 1月19日       | 大阪・Zepp Osaka Bayside                                                         |                                                                                  |
| THIS IS IKU                                                              | 2018年10月13日       | 東京・東京国際フォーラム ホールA                                                 | 生田絵梨花／X JAPAN Toshl 水谷千重子／城田優                                     |
| LIVE TOUR 2019 〜I LAND〜                                                | 2019年1月12日        | 埼玉・三郷市文化会館                                                             |                                                                                  |
| LIVE TOUR 2019 〜I LAND〜                                                | 2019年1月14日        | 宮城・SENDAI GIGS                                                                |                                                                                  |
| LIVE TOUR 2019 〜I LAND〜                                                | 2019年1月19日        | 大阪・NHK大阪ホール                                                              |                                                                                  |
| LIVE TOUR 2019 〜I LAND〜                                                | 2019年1月20日        | 愛知・名古屋市民会館（現・Niterra日本特殊陶業市民会館） ビレッジホール           |                                                                                  |
| LIVE TOUR 2019 〜I LAND〜                                                | 2019年1月26日        | 東京・昭和女子大学人見記念講堂                                                   |                                                                                  |
| LIVE TOUR 2019 〜I LAND〜                                                | 2019年2月2日         | 福岡・福岡国際会議場 メインホール                                                |                                                                                  |
| LIVE TOUR 2019 〜I LAND〜                                                | 2019年2月3日         | 広島・JMSアステールプラザ 大ホール                                               |                                                                                  |
| LIVE TOUR 2019 〜I LAND〜                                                | 2019年2月10日        | 滋賀・滋賀県立文化産業交流会館                                                   |                                                                                  |
| LIVE TOUR 2019 〜I LAND〜                                                | 2019年2月11日        | 静岡・三島市民文化会館                                                           |                                                                                  |
| ニッポン放送「山崎育三郎の I AM 1936」presents THIS IS IKU 2019 〜男祭〜 | 2019年10月11日       | 東京・東京国際フォーラム ホールA                                                 | 超特急_(音楽グループ) 秋山竜次／龍玄とし                                         |
| LIVE TOUR 2020 〜MIRROR BALL〜                                           | 2020年1月10日        | 東京・たましんRISURUホール                                                       |                                                                                  |
| LIVE TOUR 2020 〜MIRROR BALL〜                                           | 2020年1月12日        | 大阪・フェスティバルホール                                                       |                                                                                  |
| LIVE TOUR 2020 〜MIRROR BALL〜                                           | 2020年1月13日        | 広島・広島JMSアステールプラザ 大ホール                                           |                                                                                  |
| LIVE TOUR 2020 〜MIRROR BALL〜                                           | 2020年1月18日        | 福岡・久留米シティプラザ ザ・グランドホール                                      |                                                                                  |
| LIVE TOUR 2020 〜MIRROR BALL〜                                           | 2020年1月19日        | 愛知・愛知県芸術劇場 大ホール                                                    |                                                                                  |
| LIVE TOUR 2020 〜MIRROR BALL〜                                           | 2020年1月25日        | 新潟・上越文化会館                                                               |                                                                                  |
| LIVE TOUR 2020 〜MIRROR BALL〜                                           | 2020年1月26日        | 石川・本多の森ホール                                                             |                                                                                  |
| LIVE TOUR 2020 〜MIRROR BALL〜                                           | 2020年2月1日         | 東京・TOKYO DOME CITY HALL                                                       |                                                                                  |
| LIVE TOUR 2020 〜MIRROR BALL〜                                           | 2020年2月8日         | 静岡・焼津文化会館                                                               |                                                                                  |
| LIVE TOUR 2020 〜MIRROR BALL〜                                           | 2020年2月15日        | 栃木・足利市民会館                                                               |                                                                                  |
| THIS IS IKU 日本武道館                                                   | 2020年11月7日        | 東京・日本武道館                                                                 | 明日海りお／千鳥／森山直太朗                                                     |
| Symphonic Concert Tour 2021－SFIDA－                                     | 2021年6月15日        | 東京・Bunkamuraオーチャードホール                                                |                                                                                  |
| Symphonic Concert Tour 2021－SFIDA－                                     | 2021年7月4日         | 愛知・愛知県芸術劇場 大ホール                                                    |                                                                                  |
| Symphonic Concert Tour 2021－SFIDA－                                     | 2021年7月8日         | 福岡・福岡サンパレス ホテル＆ホール                                              |                                                                                  |
| Symphonic Concert Tour 2021－SFIDA－                                     | 2021年8月7日／8日    | 兵庫・KOBELCO 大ホール                                                           |                                                                                  |
| Symphonic Concert Tour 2021－SFIDA－                                     | 2021年8月19日        | 北海道・hitaru（札幌文化芸術劇場）                                               |                                                                                  |
| Symphonic Concert Tour 2021－SFIDA－                                     | 2021年9月2日／3日    | 東京・東京芸術劇場 コンサートホール                                              |                                                                                  |
| THIS IS IKU ～CONGRATULATIONS～                                          | 2022年1月22日        | 東京・東京国際フォーラム ホールA                                                 | CHEMISTRY／愛希れいか 3時のヒロイン※ゆめっちは欠席                               |
| LIVE TOUR 2022 ーROUTE 36ー                                              | 2022年4月22日        | 神奈川・相模女子大学グリーンホール 大ホール                                      |                                                                                  |
| LIVE TOUR 2022 ーROUTE 36ー                                              | 2022年4月24日        | 群馬・太田市民会館                                                               |                                                                                  |
| LIVE TOUR 2022 ーROUTE 36ー                                              | 2022年4月30日        | 福岡・福岡サンパレス ホテル＆ホール                                              |                                                                                  |
| LIVE TOUR 2022 ーROUTE 36ー                                              | 2022年5月1日         | 長崎・長崎ブリックホール                                                         |                                                                                  |
| LIVE TOUR 2022 ーROUTE 36ー                                              | 2022年5月7日         | 三重・シンフォニアテクノロジー響ホール伊勢（現：伊勢市観光文化会館)              | 三重・シンフォニアテクノロジー響ホール伊勢（現：伊勢市観光文化会館)              |
| LIVE TOUR 2022 ーROUTE 36ー                                              | 2022年5月8日         | 愛知・愛知県芸術劇場 大ホール                                                    |                                                                                  |
| LIVE TOUR 2022 ーROUTE 36ー                                              | 2022年5月12日        | 北海道・hitaru（札幌文化芸術劇場）                                               |                                                                                  |
| LIVE TOUR 2022 ーROUTE 36ー                                              | 2022年5月14日        | 北海道・コーチャンフォー 釧路文化ホール（現：釧路市民文化会館)                   | 北海道・コーチャンフォー 釧路文化ホール（現：釧路市民文化会館)                   |
| LIVE TOUR 2022 ーROUTE 36ー                                              | 2022年5月21日        | 静岡・静岡市民文化会館 中ホール                                                  |                                                                                  |
| LIVE TOUR 2022 ーROUTE 36ー                                              | 2022年5月22日        | 大阪・フェスティバルホール                                                       |                                                                                  |
| LIVE TOUR 2022 ーROUTE 36ー                                              | 2022年5月27日        | 石川・本多の森ホール                                                             |                                                                                  |
| LIVE TOUR 2022 ーROUTE 36ー                                              | 2022年5月28日        | 長野・ホクト文化ホール                                                           |                                                                                  |
| LIVE TOUR 2022 ーROUTE 36ー                                              | 2022年6月4日         | 岡山・岡山市民会館                                                               |                                                                                  |
| LIVE TOUR 2022 ーROUTE 36ー                                              | 2022年6月5日         | 山口・周南市文化会館                                                             |                                                                                  |
| LIVE TOUR 2022 ーROUTE 36ー                                              | 2022年6月18日        | 福島・けんしん郡山文化センター（現：郡山市民文化センター)                        | 福島・けんしん郡山文化センター（現：郡山市民文化センター)                        |
| LIVE TOUR 2022 ーROUTE 36ー                                              | 2022年6月26日        | 福島・いわき芸術文化交流会館アリオス（現：いわき芸術文化交流館アリオス）大ホール | 福島・いわき芸術文化交流会館アリオス（現：いわき芸術文化交流館アリオス）大ホール |
| LIVE TOUR 2022 ーROUTE 36ー                                              | 2022年6月23日        | 京都・ロームシアター京都 メインホール                                            |                                                                                  |
| LIVE TOUR 2022 ーROUTE 36ー                                              | 2022年7月2日／3日    | 東京・東京国際フォーラム ホールA                                                 |                                                                                  |
| I AM 1936 presents THIS IS IKU 2023                                      | 2023年3月21日        | 東京・東京ガーデンシアター                                                       |                                                                                  |
| billboard classics Premium Symphonic Concert Tour 2023 ―PRINCIPE―        | 2023年7月15日        | 北海道・hitaru（札幌文化芸術劇場）                                               |                                                                                  |
| billboard classics Premium Symphonic Concert Tour 2023 ―PRINCIPE―        | 2023年7月23日        | 福岡・福岡サンパレス ホテル＆ホール                                              |                                                                                  |
| billboard classics Premium Symphonic Concert Tour 2023 ―PRINCIPE―        | 2023年7月26日        | 東京・東京国際フォーラム ホールA                                                 |                                                                                  |
| billboard classics Premium Symphonic Concert Tour 2023 ―PRINCIPE―        | 2023年7月29日        | 兵庫・KOBELCO 大ホール                                                           | 兵庫・KOBELCO 大ホール                                                           |
| billboard classics Premium Symphonic Concert Tour 2023 ―PRINCIPE―        | 2023年8月5日         | 岡山・岡山シンフォニーホール 大ホール                                            |                                                                                  |
| billboard classics Premium Symphonic Concert Tour 2023 ―PRINCIPE―        | 2023年8月11日        | 長野・長野市芸術館 メインホール                                                  |                                                                                  |
| billboard classics Premium Symphonic Concert Tour 2023 ―PRINCIPE―        | 2023年8月13日        | 愛知・愛知県芸術劇場 大ホール                                                    |                                                                                  |
| billboard classics Premium Symphonic Concert Tour 2023 ―PRINCIPE―        | 2023年8月20日        | 広島・上野学園ホール（現：広島県立文化芸術ホール）                               | 広島・上野学園ホール（現：広島県立文化芸術ホール）                               |
| billboard classics Premium Symphonic Concert Tour 2023 ―PRINCIPE―        | 2023年8月23日        | 大阪・フェスティバルホール                                                       |                                                                                  |
| billboard classics Premium Symphonic Concert Tour 2023 ―PRINCIPE―        | 2023年9月9日         | 東京・サントリーホール 大ホール                                                  |                                                                                  |
| 全国TOUR 2024『THE HANDSOME』                                            | 2023年8月13日        | 愛知・愛知県芸術劇場 大ホール                                                    |                                                                                  |
| 全国TOUR 2024『THE HANDSOME』                                            | 2023年8月20日        | 広島・上野学園ホール（現：広島県立文化芸術ホール）                               |                                                                                  |
| 全国TOUR 2024『THE HANDSOME』                                            | 2023年8月23日        | 大阪・フェスティバルホール                                                       |                                                                                  |
| 全国TOUR 2024『THE HANDSOME』                                            | 2023年9月9日         | 東京・サントリーホール 大ホール                                                  |                                                                                  |
| 全国TOUR 2024『THE HANDSOME』                                            | 2024年5月18日／19日  | 神奈川・相模女子大学グリーンホール 大ホール                                      |                                                                                  |
| 全国TOUR 2024『THE HANDSOME』                                            | 2024年5月25日        | 長野・キッセイ文化ホール 大ホール                                                |                                                                                  |
| 全国TOUR 2024『THE HANDSOME』                                            | 2024年5月26日        | 富山・富山市芸術文化ホール オーバード・ホール 大ホール                           | 富山・富山市芸術文化ホール オーバード・ホール 大ホール                           |
| 全国TOUR 2024『THE HANDSOME』                                            | 2024年6月1日         | 千葉・森のホール21 大ホール                                                      |                                                                                  |
| 全国TOUR 2024『THE HANDSOME』                                            | 2024年6月2日         | 茨城・水戸市民会館 グロービスホール                                              |                                                                                  |
| 全国TOUR 2024『THE HANDSOME』                                            | 2024年6月8日         | 福井・敦賀市民文化センター 大ホール                                              |                                                                                  |
| 全国TOUR 2024『THE HANDSOME』                                            | 2024年6月9日         | 滋賀・ひこね市文化プラザ グランドホール                                          |                                                                                  |
| 全国TOUR 2024『THE HANDSOME』                                            | 2024年6月15日        | 岡山・岡山芸術創造劇場 ハレノワ 大劇場                                           |                                                                                  |
| 全国TOUR 2024『THE HANDSOME』                                            | 2024年6月16日        | 広島・広島県立文化芸術ホール                                                     |                                                                                  |
| 全国TOUR 2024『THE HANDSOME』                                            | 2024年6月21日        | 熊本・熊本市民会館 大ホール                                                      |                                                                                  |
| 全国TOUR 2024『THE HANDSOME』                                            | 2024年6月23日        | 佐賀・鳥栖市民文化会館 大ホール                                                  |                                                                                  |
| 全国TOUR 2024『THE HANDSOME』                                            | 2024年6月29日        | 福島・郡山市民文化センター（けんしん郡山文化センター）                           |                                                                                  |
| 全国TOUR 2024『THE HANDSOME』                                            | 2024年6月30日        | 埼玉・大宮ソニックシティ 大ホール                                                |                                                                                  |
| 全国TOUR 2024『THE HANDSOME』                                            | 2024年7月4日         | 京都・ロームシアター京都 メインホール                                            |                                                                                  |
| 全国TOUR 2024『THE HANDSOME』                                            | 2024年7月6日         | 岐阜・土岐市文化プラザ サンホール                                                |                                                                                  |
| 全国TOUR 2024『THE HANDSOME』                                            | 2024年7月11日        | 北海道・hitaru（札幌文化芸術劇場）                                               |                                                                                  |
| 全国TOUR 2024『THE HANDSOME』                                            | 2024年7月13日        | 北海道・帯広市民文化ホール 大ホール                                              |                                                                                  |
| 全国TOUR 2024『THE HANDSOME』                                            | 2024年7月18日        | 香川・サンポートホール高松 大ホール                                              |                                                                                  |
| 全国TOUR 2024『THE HANDSOME』                                            | 2024年7月20日        | 山口・山口市民会館 大ホール                                                      |                                                                                  |
| 全国TOUR 2024『THE HANDSOME』                                            | 2024年7月21日        | 福岡・福岡サンパレス ホテル＆ホール                                              |                                                                                  |
| 全国TOUR 2024『THE HANDSOME』                                            | 2024年7月27日        | 宮城・東京エレクトロンホール宮城 大ホール ※体調不良にて公演中止                  | 宮城・東京エレクトロンホール宮城 大ホール ※体調不良にて公演中止                  |
| 全国TOUR 2024『THE HANDSOME』                                            | 2024年7月28日        | 青森・八戸市公会堂 大ホール ※体調不良にて公演中止                                |                                                                                  |
| 全国TOUR 2024『THE HANDSOME』                                            | 2024年8月11日／12日  | 大阪・フェスティバルホール                                                       |                                                                                  |
| 全国TOUR 2024『THE HANDSOME』                                            | 2024年8月24日        | 静岡・静岡市清水文化会館マリナート 大ホール                                      |                                                                                  |
| 全国TOUR 2024『THE HANDSOME』                                            | 2024年8月25日        | 愛知・愛知県芸術劇場 大ホール                                                    |                                                                                  |
| 全国TOUR 2024『THE HANDSOME』                                            | 2024年8月30日        | 青森・八戸市公会堂 大ホール ※7月28日の振り替え公演                               |                                                                                  |
| 全国TOUR 2024『THE HANDSOME』                                            | 2024年9月1日         | 宮城・東京エレクトロンホール宮城 大ホール ※7月27日の振り替え公演                 | 宮城・東京エレクトロンホール宮城 大ホール ※7月27日の振り替え公演                 |
| 全国TOUR 2024『THE HANDSOME』                                            | 2024年9月10日／11日  | 東京・東京ガーデンシアター                                                       |                                                                                  |
| THIS IS IKU 2024 日本武道館                                              | 2024年11月23日       | 東京・日本武道館                                                                 | 氷川きよし／幾田りら／秋山竜次                                                   |
|                                                                          |                      |                                                                                  |                                                                                  |

### その他
- 夏休みフィギュアスケート名曲コンサート〜スケート・ファンタジー IN SUMMER2010〜（2010年7月31日・8月1日、サントリーホール 大ホール） - 司会
- M.クンツェ&S.リーヴァイの世界〜2nd Season〜ウィーン・ミュージカルコンサート（2012年2月26日 - 3月7日、シアタークリエ・3月25日、東京国際フォーラム ホールC）
- 笹本玲奈 15th Anniversary Show『Magnifique』（2014年2月2日、天王洲 銀河劇場） - ゲスト出演
- 『VOICE OF WONDERS』Amazing! Musical Stars Concert 2014（2014年6月27日 - 29日、東京グローブ座）
- 岩谷時子メモリアルコンサート（2014年9月30日、NHKホール）
- ミュージカル・ミーツ・シンフォニー2014 秋公演（2014年10月1日・2日、Bunkamuraオーチャードホール）
- 岡幸二郎 ベスト・オブ・ミュージカル（2014年11月26日、東京オペラシティコンサートホール） - ゲスト出演
- Umeda Arts Theater 10th Anniversary『Golden Songs』（2015年2月13日 - 23日、東京国際フォーラム ホールC・2月26日 - 3月1日、梅田芸術劇場メインホール）
- 山崎育三郎 ファースト・オリジナルシングル「Congratulations / あいのデータ」 リリース記念イベント（2018年8月19日、イオンレイクタウンkaze 1階光の広場）

## 受賞歴
- 2010年　第36回菊田一夫演劇賞
- 2014年　第5回 岩谷時子賞「奨励賞」受賞（StarS）
- 日経トレンディ  2016年 今年のヒット人[104]
- 第58回 日本レコード大賞企画賞、山崎育三郎のカバーアルバム「1936〜your songs〜」（2016年12月）
- 第14回 コンフィデンスアワード・ドラマ賞 助演男優賞（『昭和元禄落語心中』）[105]
- SUITS OF THE YEAR 2022 アート&カルチャー部門[106]

## ディスコグラフィー

### アルバム
|          | 発売日        | タイトル                                        | 規格品番                                                 | 備考                          |
| -------- | ------------- | ----------------------------------------------- | -------------------------------------------------------- | ----------------------------- |
| 1st mini | 2010年6月23日 | 愛の五線譜                                      | UPCH-1777                                                | オリコン最高225位             |
| Cover    | 2016年8月24日 | 1936 〜your songs〜                             | UPCH-7176:初回限定盤 UPCH-2092:通常盤                    | オリコン最高20位、登場回数5回 |
| Cover    | 2017年6月7日  | 1936 〜your songs II〜                          | UPCH-7326:初回限定盤 UPCH-2127:通常盤                    | オリコン最高27位、登場回数4回 |
| 1st      | 2018年7月25日 | I LAND                                          | UPCH-7437:初回限定盤 UPCH-2167:通常盤                    | オリコン最高26位              |
| Cover    | 2019年7月3日  | MIRROR BALL‘19 (読み：ミラボールナインティーン) | UPCH-7505:初回限定盤 UPCH-7504:超豪華盤 UPCH-2189:通常盤 | オリコン最高23位、登場回数5回 |
| 2nd      | 2024年4月24日 | The Handsome                                    | AICL-4563:初回限定盤 AICL-4565:通常盤                    | オリコン最高13位              |

### シングル
|     | 発売日        | タイトル                     | 規格品番                              | 備考                                                    |
| --- | ------------- | ---------------------------- | ------------------------------------- | ------------------------------------------------------- |
| 1st | 2017年8月16日 | Congratulations/あいのデータ | UPCH-7347:初回限定盤 UPCH-5921:通常盤 | オリコン最高21位、登場回数4回                           |
| 2nd | 2018年1月17日 | Beginning                    | UPCH-7369:初回限定盤 UPCH-5928:通常盤 | オリコン最高24位                                        |
| 3rd | 2018年6月6日  | Keep in touch                | UPCH-7417:初回限定盤 UPCH-5943:通常盤 | オリコン最高36位                                        |
| 4th | 2020年12月2日 | 君に伝えたいこと             | UPCH-7570:初回限定盤 UPCH-5975:通常盤 | オリコン最高17位、登場回数7回 c/w曲は「栄冠は君に輝く」 |
| 5th | 2021年8月11日 | 誰が為                       | UPCH-7598:初回盤 UPCH-5981:通常盤     |                                                         |

### 配信限定シングル
|     | 発売日         | タイトル                                                | レーベル                  | 備考                                                   |
| --- | -------------- | ------------------------------------------------------- | ------------------------- | ------------------------------------------------------ |
| 1st | 2018年10月24日 | こどもこころ                                            | ZEN MUSIC/UNIVERSAL MUSIC |                                                        |
| 2nd | 2021年7月21日  | 僕のヒロインになってくれませんか? (feat. 3時のヒロイン) | ZEN MUSIC/UNIVERSAL MUSIC |                                                        |
| 3rd | 2023年4月26日  | 千年トラベラー                                          | Sony Music Labels Inc.    | Eテレ「おじゃる丸」エンディング・テーマ                |
| 4th | 2024年2月14日  | 神に生かされた俺                                        | Sony Music Labels Inc.    |                                                        |
| 5th | 2024年3月27日  | LIKE、重ねていく feat.幾田りら                          | Sony Music Labels Inc.    |                                                        |
| 6th | 2024年7月5日   | クランクアップ                                          | Sony Music Labels Inc.    | TOKYO MXほか「黄昏アウトフォーカス」オープニングテーマ |

### ミュージカル
- 『ラ・カージュ・オ・フォール』ハイライト・ライヴ録音盤（2009年5月5日）
- 『ロミオ&ジュリエット』ハイライト・ライヴ録音盤（2012年3月15日）
- 『レディ・ベス』ハイライト・ライヴ録音盤（2014年7月19日）
- 『エリザベート』ハイライト・ライヴ盤録音盤（2015年12月20日）

### ミュージックビデオ
| 公開年 | 監督                            | 曲名                           | 備考 |
| ------ | ------------------------------- | ------------------------------ | ---- |
| 2016年 | 田村昌大                        | 君は薔薇より美しい             |      |
| 2017年 | 大野敏嗣                        | ずっと好きだった               |      |
| 2017年 | あいのデータ 〜 Congratulations |                                |      |
| 2018年 |                                 | Beginning                      |      |
| 2018年 | 東市篤憲                        | Keep in touch                  |      |
| 2018年 | 東市篤憲                        | I LAND                         |      |
| 2019年 | 河谷英夫                        | お祭りマンボ                   |      |
| 2020年 | 三石直和                        | 君に伝えたいこと               |      |
| 2024年 | 根本宗子                        | 神に生かされた俺               |      |
| 2024年 | 根本宗子                        | LIKE、重ねていく feat.幾田りら |      |

## 作品

### DVD
- ドラマ『六番目の小夜子』（2001年1月17日 - 3月14日）※全3巻（各巻に4話収録・特典映像あり）
- ESCOLTA『The Marble Shot』（2008年9月23日）
- 映画『夏休みのような1ヵ月』（2009年3月23日）※ジャケットは荒木宏文・山崎育三郎の2バージョン発売（特典映像あり）
- 舞台『ラストゲーム〜最後の早慶戦〜』（2011年1月19日）
- コンサート『StarS First Tour -Live at TOKYU THEATRE Orb』（2014年2月12日）
- ミュージカル『モーツァルト!』山崎育三郎Ver.（2015年4月30日）
- 『エリザベート』2016年版キャストDVD　 White ver.（2016年12月16日）
- 『レディ・ベス』2017年版キャストDVD　Flower version（2018年5月30日）
- 山崎育三郎 LIVE TOUR 2018〜keep in touch〜(2018年6月6日)

### 著書
- シラナイヨ（2016年7月16日発売、ワニブックス、ISBN 978-4-8470-9470-5）[108][109]

### フォトブック
- IKUSABURO 山崎育三郎ファーストフォトブック（2011年5月16日、ソフトバンククリエイティブ)